# New age (musique)
Ne doit pas être confondu avec New wave.
Genres dérivés
Post-rock, trance
Genres associés
Musique planante
La new age (littéralement « nouvel âge ») est un genre musical souvent associé à l'environnementalisme et à la spiritualité New Age qui véhicule une ambiance relaxante et plutôt optimiste. La musique new age, dont certains morceaux sont spécifiquement conçus par leurs auteurs pour la relaxation, afin d'évacuer le stress, est souvent jouée lors de séances de yoga, de massage, de méditation,, diffusant ainsi une atmosphère apaisante. Les harmonies qui caractérisent la new age impliquent généralement une basse bourdon et varient selon les thèmes qui leur sont associés. La musique contient souvent des bruits issus de la nature, parfois utilisés en guise d'introduction d'un morceau ou pendant un passage.
La new age peut se présenter soit sous forme de musique électronique, fréquemment caractérisée par des morceaux soutenus de synthétiseur ou de séquenceur, soit sous forme acoustique, caractérisée par des instruments comme la flute, le piano, la guitare acoustique et une large variété d'instruments acoustiques non-occidentaux, soit sous forme de combinaison d'instruments électroniques et acoustiques. L'arrangement vocal est rare dans la new age et peut lorsqu'il est présent comprendre des chants inspirés par les natifs américains ou les tibétains, ou de paroles inspirées de la mythologie. Les limites du genre ne sont pas correctement établies ; de ce fait, quelques termes alternatifs sont utilisés pour sa catégorisation.

## Histoire

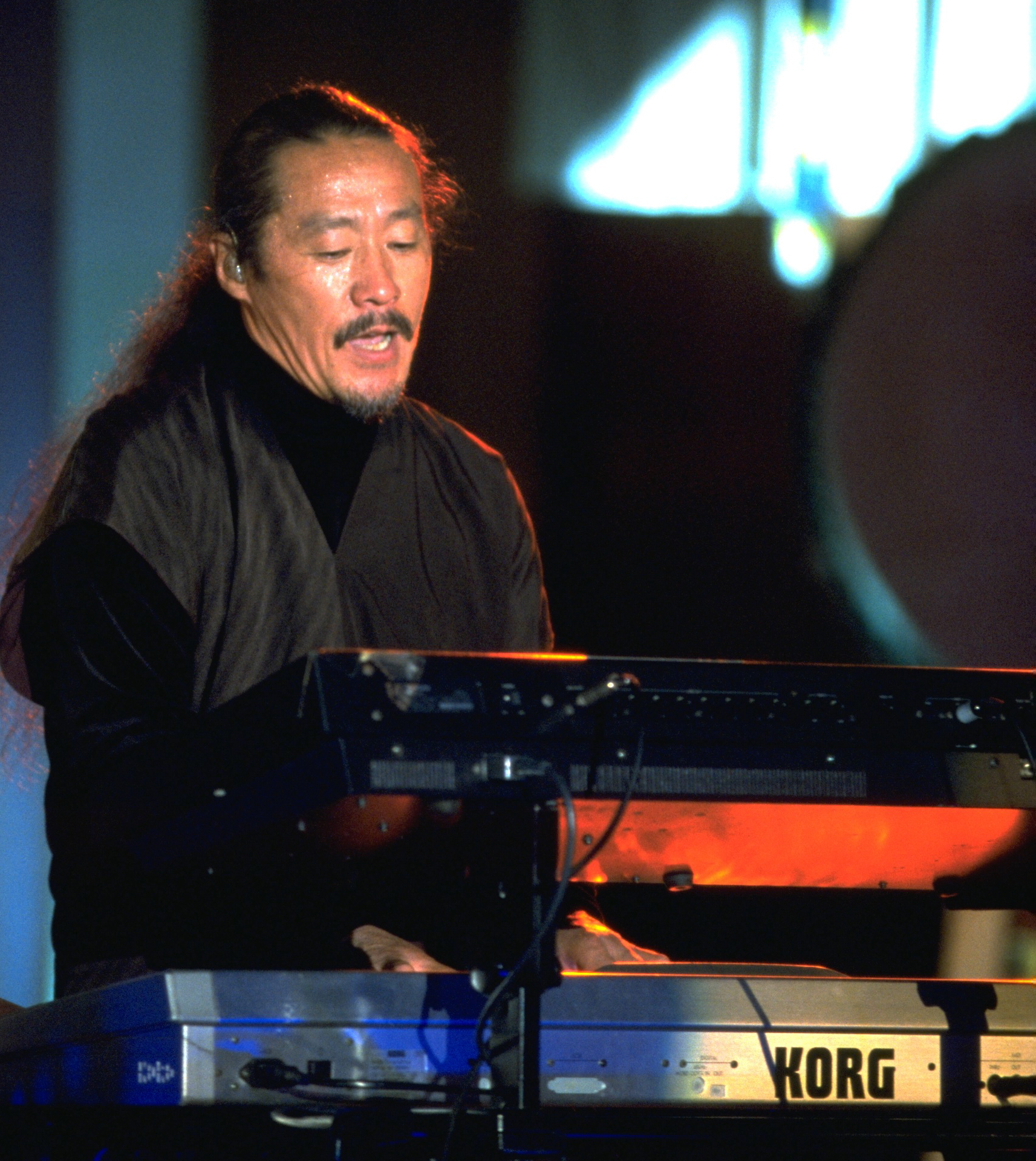
Kitarō, l'un des musiciens de new age électronique populaires en Asie.

La musique new age s'inspire d'une variété d'artistes eux-mêmes issus d'une variété de genres, comme les instrumentalistes John Fahey et Leo Kottke, les minimalistes Terry Riley, Steve Reich, La Monte Young, et Philip Glass, le groupe de rock progressif et planant Pink Floyd, les joueurs de synthétiseurs Brian Eno, Vangelis, Giorgio Moroder, Jan Hammer, Jean-Michel Jarre sans oublier les musiciens de jazz Keith Jarrett, Paul Horn et Pat Metheny. De différents styles et des mélanges de new age électronique, expérimentale et acoustique, apparaissent dans les années 1970 et incluent des artistes asiatiques comme Kitarō. Les années 1990 et 2000 voient l’émergence de compositeurs de talents qui contribuent à la french touch reconnue à l’international du genre new age : Michel Pepe, Stephen Sicard, Damien Dubois (2 nominations et un Music Award à Hollywood), et Jean Marc Staehle.
De nombreux projets musicaux chinois, japonais, indiens ou celtiques auraient pu être qualifiés de 'New Age' dès les années 1960 et le début des années 1970. En 1964, le clarinettiste de jazz Tony Scott enregistre l'album Music for Zen Meditation en collaboration avec des flûtistes de shakuhachi japonais, tandis qu'en 1968 le flûtiste américain Paul Horn enregistre l'album Inside the Taj Mahal. Tous deux, ainsi que d'autres musiciens comme Ravi Shankar, préfigurent déjà le genre en associant une musique ambiante occidentale et moderne à des traditions spirituelles occidentales ou orientales. Les albums intitulées Environments (1969–1979) d'Irv Teibel, qui se composent de bruits naturels et de chants « om̐ », sont parmi les premiers albums psychoacoustiques publiés. En 1973, le musicien Ash Ra Tempel (Manuel Göttsching) produit un album de Krautrock Seven Up contenant deux  longs morceaux (Space, d'une durée de 16 minutes, sur la première face et Time, d'une durée de 21 minutes, sur la seconde face) écrits en collaboration avec le psychologue Timothy Leary spécialisé dans la modification des états de conscience par différents moyens tels que les psychotropes ou la méditation. La même année, l'album de rock progressif Tubular Bells de Mike Oldfield est l'un des premiers à être classé par certains dans le genre new age. Spectrum Suite de Steven Halpern, sorti en 1975, est par contre considéré par d'autres comme le premier véritable album du mouvement musical new age. Steven Halpern est en effet musicothérapeute et assimile les compositions de son album à des aides au « développement des chakras » en référence à la spiritualité indienne, les sept morceaux portant en titre le nom du chakra concerné suivi du nom de la note tonique du morceau composé et joués simplement au piano électrique Fender Rhodes. En 1976, Manuel Göttsching (Ash Ra Tempel) donne le titre New Age of Earth (en) à son nouvel album de musique planante jouée quasi-uniquement au synthétiseur, la guitare électrique (son instrument de prédilection) ne venant qu'en accompagnement dans quelques morceaux. Dans les années 1970 la musique new age est initialement produite distribuée par des petits labels indépendants. Dans la seconde moitié de la décennie les ventes explosent dans des petites boutiques et librairies, notamment. En 1979, le musicien Stevie Wonder compose la bande originale du documentaire The Secret Life of Plants, fournissant un exemple de new age venant d'un compositeur normalement connu dans un genre musical très différent (RnB). En 1981, la chaîne de magasins Tower Records basée en Californie lance une collection « new age ».
En 1985, des disquaires indépendants et des grands magasins ajoutent un rayon New age à leur présentation au public. Les labels majeurs commencent à s'intéresser au genre ; ils font l'acquisition de labels new age déjà existants comme Living Music de Paul Winter et signent des artistes new age comme Kitaro et Pat Metheny, tous deux chez Geffen. Le jour de la Saint-Valentin en 1987, KMET, une ancienne chaîne de radio basée à Los Angeles, commence à diffuser de la musique new age sous le nom de KTWV, The Wave. D'autres chaînes de radio font de même. En 1989, il existe plus de 150 petits labels discographiques indépendants spécialisés dans la musique new age.

## Termes alternatifs
Le terme de « contemporary instrumental » peut impliquer des artistes qui ne font pas usage d'instruments électroniques dans leur musique, comme le pianiste solo David Lanz. D'une manière similaire, des artistes comme Yanni, et Bradley Joseph utilisent ce terme, bien qu'ils fassent usage du clavier pour incorporer des textures orchestrales à leur compositions. Yanni parvient à différencier le genre musical du mouvement homonyme.
Le terme de « contemporary adult instrumental » est utilisé par Steven Halpern dans une édition en 1999 du magazine New Age Voice pour décrire de la musique catégorisée « new age » par les disquaires, mais qui n'exprime aucune spiritualité.
Les artistes catégorisés « new age » ont souvent rejeté cette appellation.